# Infermiere militare

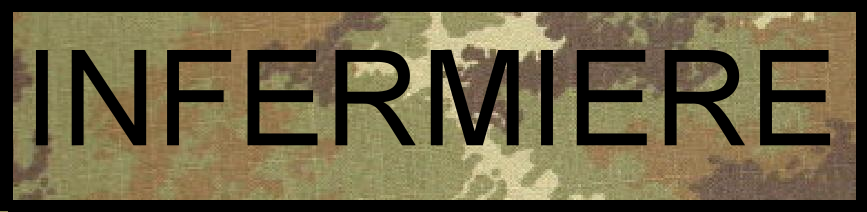
Distintivo a bassa visibilità per infermieri militari italiani

L'infermiere militare è un professionista sanitario responsabile dell'assistenza infermieristica generale nell'ambito delle forze armate, svolge apposito addestramento militare ed è dotato di propria autonomia operativa dal punto di vista funzionale all'interno della sanità militare.

## Storia
A partire dalla metà dell’XI secolo si svilupparono gli ordini monastico-cavallereschi, ovvero associazioni a carattere militare i cui membri prendevano voti religiosi e si dedicavano alla conquista del Santo Sepolcro e alla difesa della cristianità in Terra Santa. In particolare, tra gli ordini Ospitalieri, il più importante è rappresentato dai Cavalieri dell’Ordine dell’Ospedale di San Giovanni di Gerusalemme, poi conosciuti come Cavalieri di Malta.

### Nel mondo
Nel 1796, durante la Campagna d'Italia guidata dal Gen. Napoleone Bonaparte, fece la sua comparsa l'ambulanza volante, vera e propria formazione mobile di pronto soccorso composta da tre chirurghi e un infermiere.
Nel 1854, durante la Guerra di Crimea, in accordo e con l’autorizzazione del Ministro della Guerra Inglese, Florence Nightingale, alla testa di un team di 38 infermiere volontarie, partì alla volta di Scutari per curare i soldati britannici, con l’incarico di Sovrintendente del Corpo infermiere degli ospedali inglesi in Turchia. Era la prima volta che del personale femminile assumeva “ufficialmente” funzioni di assistenza in ospedali militari.
Negli Stati Uniti d’America si sviluppò la Sanità Militare durante la Guerra Civile (1861-1865). 
Questo avvenne grazie all’arruolamento massiccio di infermiere volontarie, la maggior parte arruolate da Dorothea Dix (1802-1887),
nominata Sovrintendente delle infermiere dell’esercito dell’Unione nel giugno 1861. Nel 1863 l’armata del Potomac disponeva di un corpo sanitario che conta 650 medici e 3.000 tra infermieri e portaferiti. È rilevante notare che, queste infermiere applicavano il principio di neutralità soccorrendo anche i feriti tra i soldati confederati (Confederate States Army).

### In Italia
In Italia il 4 giugno 1833 fu istituito il Corpo Sanitario dell’Esercito, istituito con Regio Decreto.
In base alle Disposizioni del Ministro della Guerra del 1º giugno 1866, le prime formazioni emanate dal Comitato Milanese per il soccorso ai malati e feriti in guerra, venivano assoggettate alla disciplina militare con l'adozione dell'uniforme e l'equiparazione gerarchica dei gradi del Regio Esercito. Le cosiddette "Squadriglie di Soccorso", dalle quali trae origine il Corpo militare della Croce Rossa Italiana, subirono il “battesimo del fuoco” nella battaglia di Custoza; furono impiegate anche nella battaglia di Lissa (1866), nei combattimenti di Mentana (1867) e nella presa di Roma (1870).
Nel 1908 nacque a Roma il Corpo delle Infermiere Volontarie della Croce Rossa Italiana sotto l'alto patroncino della Regina Elena. Conobbe il battesimo del fuoco nella guerra italo-turca del 1911.

## Inquadramento giuridico in Italia

### Status e funzioni

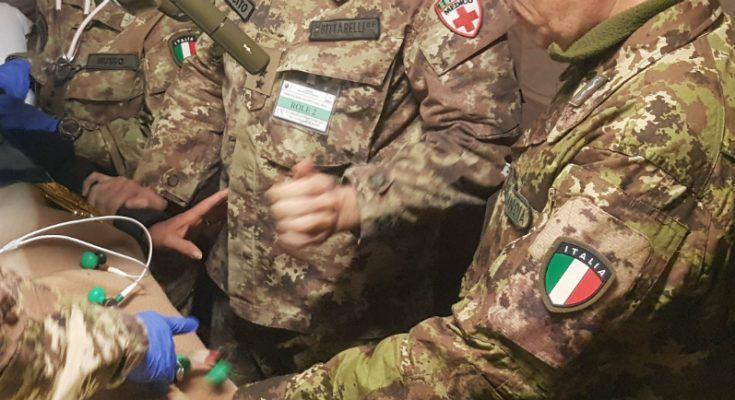
Sanitari militari dell'Esercito italiano

In Italia, l'infermiere militare riveste il ruolo di sottufficiale addetto nelle Forze Armate e fa parte dei corpi sanitari di ogni forza armata. l'Italia attinge infermieri militari anche dal Corpo militare dell'ACISMOM, dal Corpo militare della Croce Rossa Italiana e dal Corpo delle infermiere volontarie della Croce Rossa Italiana in riserva.
Il personale delle professioni sanitarie infermieristiche, svolge con autonomia professionale le specifiche funzioni ed è articolato in conformità a quanto previsto dalla legge 1º febbraio 2006, n. 43.
Al personale infermieristico è attribuita la diretta responsabilità e gestione delle attività di assistenza infermieristica e delle connesse funzioni (art. 212 Codice Ordinamento Militare, D.L. 15 marzo 2010, n. 66, di seguito C.O.M.).
Nelle aree operative in cui si svolgono le missioni internazionali, nonché sui mezzi aerei e unità navali impegnati in
operazioni militari al di fuori dello spazio aereo e delle acque territoriali nazionali, nei casi di urgenza ed emergenza, in assenza di personale medico, al personale infermieristico militare specificatamente formato e addestrato è consentita l'effettuazione di manovre per il sostegno di base e avanzato delle funzioni vitali e per il supporto di base e avanzato nella fase di pre-ospedalizzazione del traumatizzato (art.213 C.O.M.).

### Formazione
Fermo restando il titolo universitario abilitante di cui alla legge 1º febbraio 2006, n. 43, il personale del servizio sanitario
militare può svolgere il percorso formativo presso le strutture del servizio stesso, individuate con decreto del Ministro della salute,
che garantisce la completezza del percorso formativo (art. 212 C.O.M.).
Adempie agli obblighi di formazione continua previsti dal decreto legislativo 30 dicembre 1992, n. 502, e successive modificazioni (art. 211 C.O.M.)

### Reclutamento nelle Forze armate italiane

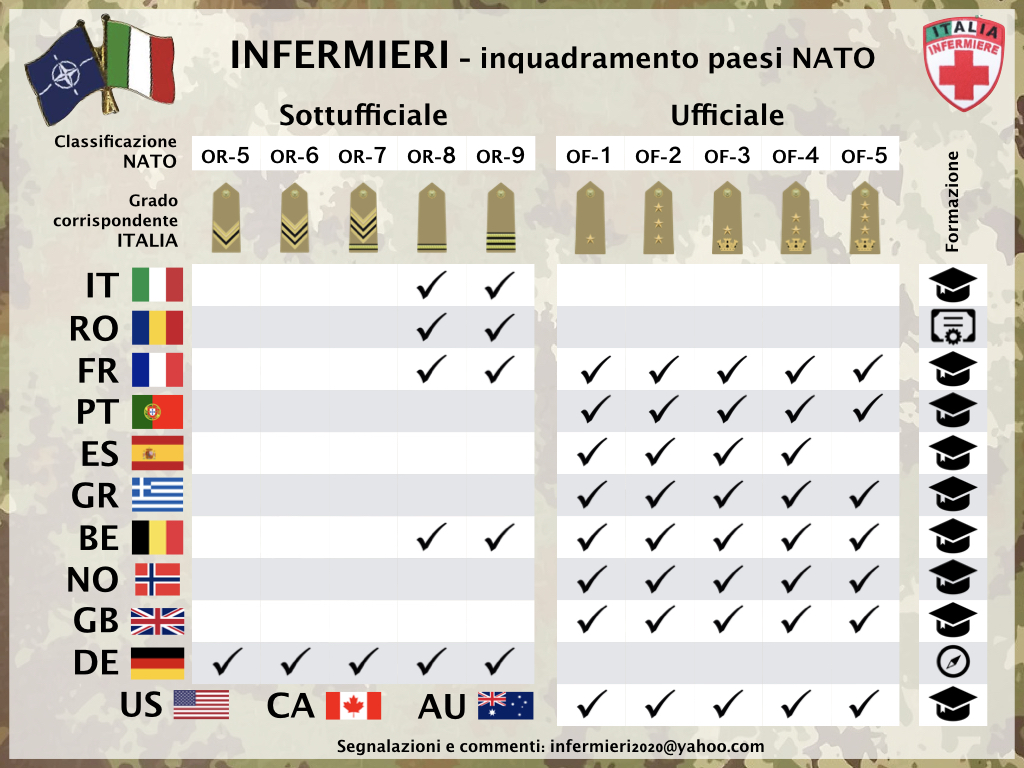
Inquadramento infermieri militari nell'Alleanza Atlantica

Oggi il reclutamento degli infermieri nelle Forze Armate avviene, previa selezione, attraverso due percorsi distinti:
1) tramite nomina diretta a maresciallo di Sanità. I requisiti sono il possesso della Laurea in infermieristica e fino a 32 anni di età. Una volta selezionato, è previsto un corso tecnico-applicativo di 6 mesi presso la Scuola militare di sanità e veterinaria di Roma.
2) attingendo agli Allievi marescialli di Sanità dopo il primo anno della Scuola Sottufficiali dell'Esercito Viterbo previo conseguimento della laurea presso la Scuola militare di sanità e veterinaria di Roma.

### Arruolamento nei Corpi Ausiliari

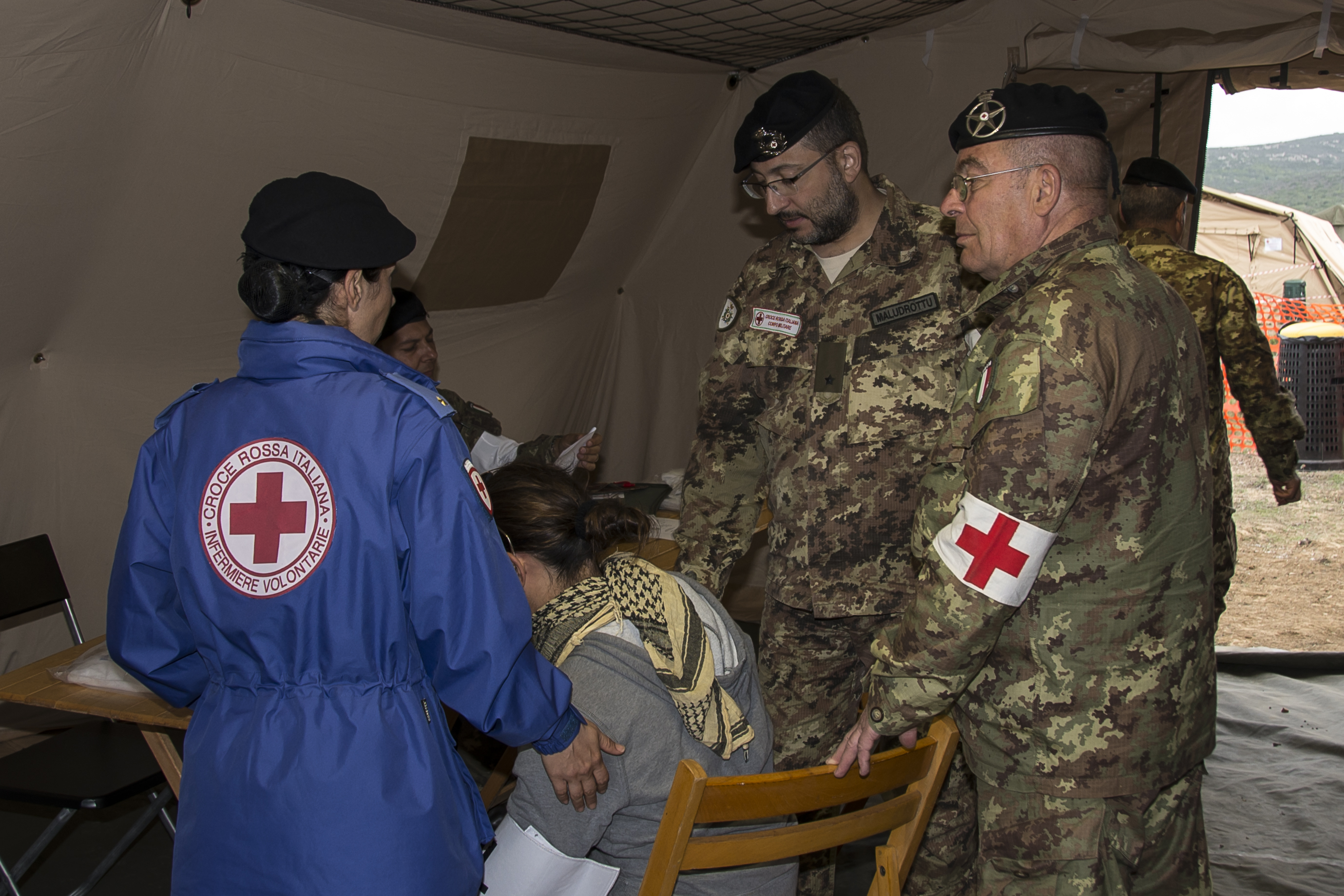
Crocerossine e militari della CRI impegnati in un addestramento congiunto

Per quanto riguarda i Corpi Ausiliari (Corpo Militare della Croce Rossa Italiana, Corpo Militare dell'ACISMOM), è previsto, per l'arruolamento dei ruoli in congedo il possesso della Laurea in infermieristica.
Nella fattispecie l'infermiere che si arruola nel Corpo militare della Croce Rossa Italiana rientra solitamente nella categoria dei graduati con il grado di caporale (C.O.M. art. 1650) mentre nel Corpo militare dell'ACISMOM viene reclutato con il grado di maresciallo ordinario. 
Le appartenenti al Corpo delle Infermiere Volontarie della Croce Rossa Italiana e al Corpo delle infermiere volontarie dell'ACISMOM sono invece equiparate al grado di sottotenente.